# 800-as vasúti fővonal
A 800-as vasúti fővonal Románia egyik vasúti fővonala a Bukarest - Ciulnița - Feteşti - Medgidia - Konstanca - Mangalia nyomvonalon, 225 km hosszan. A vonalat átépítették, így a személyszállító vonatok 160 km/h-val, a tehervonatok 120 km/h-val haladhatnak. A leggyorsabb vonat a 225 km-et Bukarest és Konstanca között 2 óra alatt teszi meg.

## Mellékvonalak
- 800 Bukarest (észak) - Ciulnița - Feteşti - Medgidia - Konstanca - Mangalia (225 km)[1]
- 801 Bukarest (Obor) - Titan (dél) - Oltenița (79 km)
- 802 Slobozia - Călărași (dél) (44 km)
- 803 Medgidia - Negru Vodă (58 km)
- 804 Medgidia - Tulcea (144 km)